# Brian Henton
Brian Henton (Castle Donington, 19 de setembro de 1946) é um ex-automobilista britânico nascido na Inglaterra.

## Todos os Resultados de Brian Henton na Fórmula 1
(Legenda: Corrida em itálico indicam volta mais rápida.)
| Ano  | Equipe                        | Chassis       | Motor                | Pneus | 1      | 2      | 3       | 4       | 5       | 6      | 7      | 8      | 9       | 10      | 11      | 12     | 13      | 14      | 15      | 16     | Pontos | Posição  |
| ---- | ----------------------------- | ------------- | -------------------- | ----- | ------ | ------ | ------- | ------- | ------- | ------ | ------ | ------ | ------- | ------- | ------- | ------ | ------- | ------- | ------- | ------ | ------ | -------- |
| 1975 | John Player Team Lotus        | Lotus 72E     | Ford Cosworth DFV V8 | G     |        |        |         |         |         |        |        |        |         | GBR 16º |         |        |         |         |         |        | 0      | NC (41º) |
| 1975 | John Player Team Lotus        | Lotus 72F     | Ford Cosworth DFV V8 | G     |        |        |         |         |         |        |        |        |         |         |         | AUT NP |         | USA NC  |         |        | 0      | NC (41º) |
| 1977 | Team Rothmans International   | March 761     | Ford Cosworth DFV V8 | G     |        |        |         | USW 10º |         |        |        |        |         |         |         |        |         |         |         |        | 0      | NC (34º) |
| 1977 | British Formula 1 Racing Team | March 761     | Ford Cosworth DFV V8 | G     |        |        |         |         | ESP NQ  |        |        |        |         | GBR NQ  |         | AUT NQ |         |         |         |        | 0      | NC (34º) |
| 1977 | HB Bewaking Alarm Systems     | Boro 001      | Ford Cosworth DFV V8 | G     |        |        |         |         |         |        |        |        |         |         |         |        | HOL DSQ | ITA NQ  |         |        | 0      | NC (34º) |
| 1981 | Candy Toleman Motorsport      | Toleman TG181 | Hart 415T L4 Turbo   | P     |        |        |         | SMR NQ  | BEL NQ  | MON NQ | ESP NQ | FRA NQ | GBR NQ  | ALE NQ  | AUT NQ  | HOL NQ | ITA 10º | CAN NQ  | LVG NQ  |        | 0      | NC (28º) |
| 1982 | Arrows Racing Team            | Arrows A4     | Ford Cosworth DFV V8 | P     | RSA NQ | BRA NQ | USW Ret |         |         |        |        |        |         |         |         |        |         |         |         |        | 0      | NC (27º) |
| 1982 | Team Tyrrell                  | Tyrrell 011   | Ford Cosworth DFV V8 | G     |        |        |         | SMR Ret | BEL Ret | MON 8º | USE 9º | CAN NC | NED Ret | GBR 8º  | FRA 10º | GER 7º | AUT Ret | SWI 11º | ITA Ret | LVG 8º | 0      | NC (27º) |